# 1994 WE3
1994 WE3 är en asteroid i huvudbältet som upptäcktes den 28 november 1994 av de båda japanska astronomerna Seiji Ueda och Hiroshi Kaneda i Kushiro.